# Chrysokomas

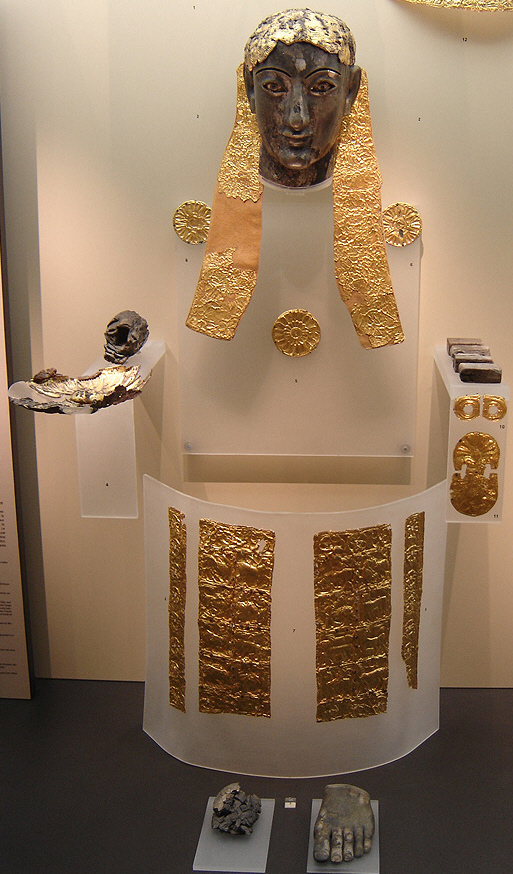
Chryselephantin-Statue aus Delphi, dem bedeutendsten Kultort des Apollon

Chrysokomas (altgriechisch Χρυσοκόμας Chrysokómas, deutsch ‚der Goldhaarige‘) ist ein Epitheton mehrerer Gottheiten der griechischen Mythologie.
In der griechischen Literatur wurden vor allem die Waffen, die Kleidung oder sonstige Gerätschaften der Götter als goldglänzend beschrieben, daneben wurden aber auch die Gestalt mancher Götter oder einzelne ihrer Körperteile als golden genannt, darunter vor allem das Haupthaar. Als „goldhaarig“ wurde insbesondere der olympische Gott Apollon beschrieben.
Für eine kultische Bedeutung des Namens gibt es keine Hinweise.

## Apollon Chrysokomas
Die älteste überlieferte Fundstelle, die Apollon als goldhaarig ausweist, findet sich beim spartanischen Elegiendichter Tyrtaios aus dem 7. Jahrhundert v. Chr., als er den Gott die Herrschaftsform in Sparta verfügen lässt:

„So hat der Goldgelockte, der Gott mit dem silbernen Bogen, Phoibos Apoll in der reich prunkenden Halle verfügt: Herrschen sollen im Rate die Könige, götterbegnadet, denen am Herzen die Stadt Sparta, die ewige, liegt, herrschen die würdigen Greise, mit ihnen die Bürger des Volkes, wahrend das gültige Recht, wie es der Satzung entspricht; Sollen Geziemendes reden und alles Gerechte erwirken, nie unredlichen Rat geben der heimischen Stadt, und die Versammlung soll durch den Sieg der Stimmen entscheiden! Phoibos selber hat dies also verkündet der Stadt.“

Bei Pindar erscheint Apollon als „goldgelockter Gott“ in den olympischen Oden, als er zur Geburt seines Sohnes Iamos der Mutter des Kindes Euadne die Geburtsgöttin Eileithyia und die Moiren zur Hilfe sendet und als er Tlepolemos aufträgt, ein Heiligtum für Athene einzurichten.
In Aristophanes Stück Die Vögel besingt der Wiedehopf die Stimme der Nachtigall als so süß, dass der Gott ihretwegen zur Harfe greift:

„Rein schwingt sich der Schall durch das rankende Grün zu dem Throne des Zeus, wo Phoibos ihm lauscht, der Goldengelockte, zu deinem Gesang in die elfenbeinerne Harfe greift, zu deinem Gesange den schreitenden Chor der Unsterblichen führt“

Euripides nennt Apollon in mehreren seiner Stücke Chrysokomas, Mnasalkas nennt ihn mit abweichender Schreibung Chrysokomos (Χρυσοκόμος Chrysokómos).
Der Philosoph Lucius Annaeus Cornutus bietet eine Erklärung für den Beinamen an und verbindet ihn dabei mit dem Epitheton Phoibos:

„Weiter wird er Phoibos genannt, weil er rein und strahlend ist; man benutzt für ihn andere Epitheta und bezeichnet ihn als ‚mit goldenem Haar‘ (chrysokomas) und ‚mit ungeschorenem Haar‘ (akeirekomas), weil er ein goldenes Gesicht hat und durch seine Reinheit außerhalb des Schmerzes steht.“

## Weitere Gottheiten
Andere Gottheiten, die als Chrysokomas bezeichnet werden, sind:
- Dionysos bei Hesiod[8]
- Hymenaios bei Philippos von Thessaloniki[9]
- Eros bei Anakreon[10] und Euripides[11]
- Helios in einem Hymnus Magicus[12]
- Zephyros bei Plutarch[13]